# ترکیب غیراستوکیومتری

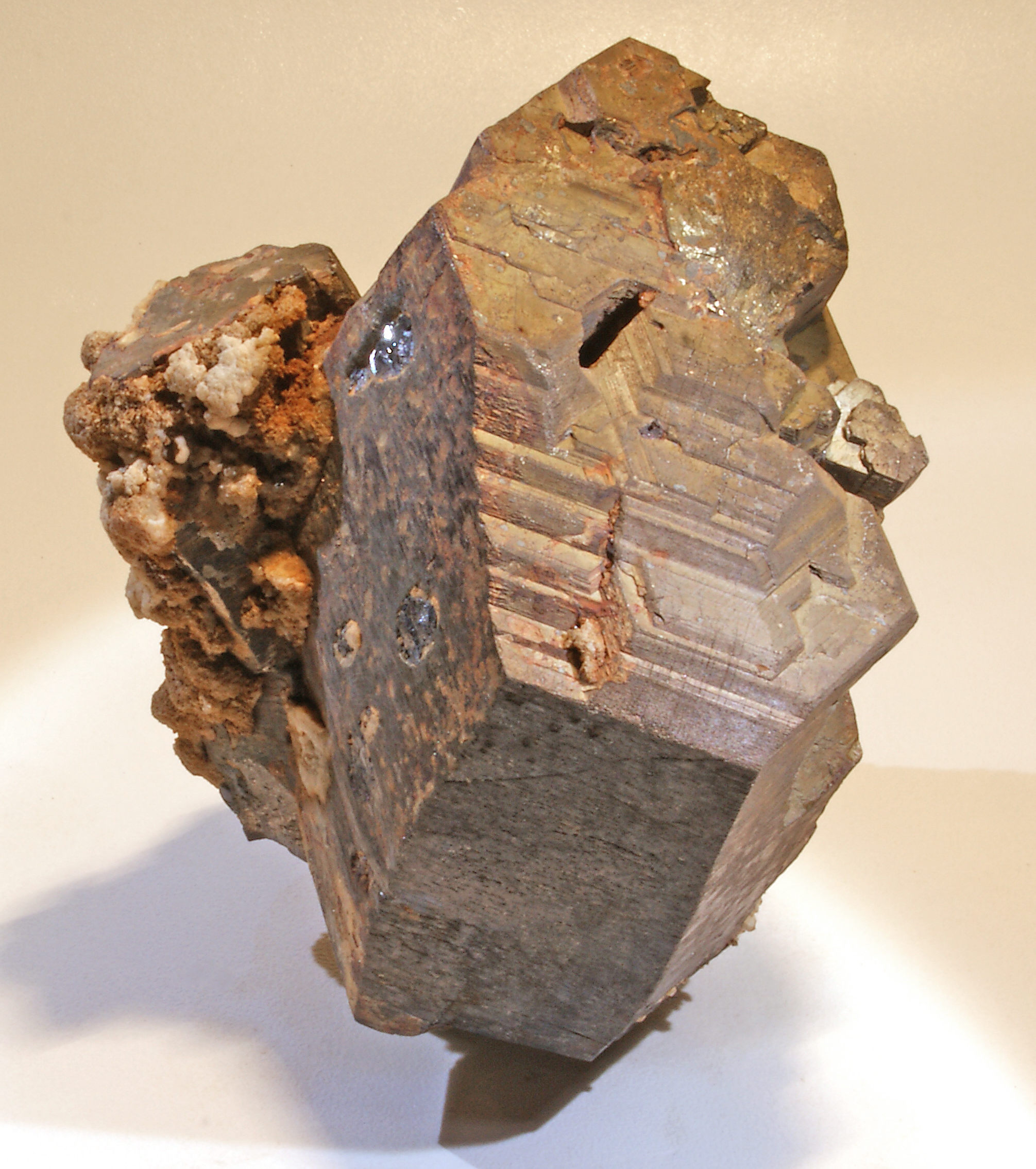
پیروتیت, نمونه ای از یک ترکیب غیر استوکیومتری معدنی, با فرمول شیمیایی Fe_{(1-x)}S (x = ۰ تا ۰٫۲)است.

ترکیب‌های غیراستوکیومتری عبارتند از ترکیب‌های شیمیایی معدنی که تقریباً همیشه جامدند و نسبت عنصرهای سازندهٔ آنها هرگز عدد صحیح نیست.

## شرح

### اکسیدهای آهن
غیراستوکیومتری بودن در میان اکسیدهای فلزی بسیار فراگیر است به ویژه هنگامی که فلز در بالاترین سطح از عدد اکسایش خود نیست.: 642–644  برای نمونه اکسید آهن (II) با فرمول FeO به نظر از دیدگاه استوکیومتری، آرمانی است اما در واقع فرمول آن به Fe0.95O نزدیک تر است؛ بنابراین فرمول اکسید آهن (II) به صورت Fe1-xO نوشته می‌شود که در آن x یک عدد کوچک (در اینجا ۰٫۰۵) است که نشان دهندهٔ میزان انحراف از فرمول «آرمانی» است.
غیراستوکیومتری بودن در بحث جامدهای پلیمری سه بعدی مهم می‌شود و می‌تواند خطا ایجاد کند.